# Богатич (община)
Богатич (серб. Богатић) — община в Сербии, входит в Мачванский округ.
Население общины составляет 31 551 человек (2007 год), плотность населения составляет 82 чел./км². Занимаемая площадь — 384 км², из них 80,0 % используется в промышленных целях.
Административный центр общины — посёлок Богатич. Община Богатич состоит из 14 населённых пунктов, средняя площадь населённого пункта — 27,4 км².

## Статистика населения общины
| Год  | Население, чел. |
| ---- | --------------- |
| 1991 | 34789           |
| 2001 | 33175           |
| 2002 | 32997           |
| 2003 | 32777           |
| 2004 | 32494           |
| 2005 | 32225           |
| 2006 | 31941           |
| 2007 | 31551           |